# Bárczay-kastély (Felsőzsolca)
A felsőzsolcai Bárczay-kastély (Szent István u. 2.) klasszicista stílusban épült a 18. században.

## Története
A kastélyt a Fáy család építette. A falu volt földbirtokosainak otthonául szolgált, klasszicista stílusban épült. 1773-ban a kastély új tulajdonosa, Bárczay András új emeletet húzatott rá, és akkor nyerte el mai formáját. Jelenleg a Közkönyvtár és a Múzeum szerepét tölti be a településen. Korábban a mellette lévő iskola vette igénybe az épületet oktatási célokra.
A hagyomány szerint, amikor a kastély a Szemere család birtoka volt, Szemere Bertalan és kísérete itt őrizte volna a koronát, az 1848–49-es forradalom és szabadságharc idején, amikor a kormány Debrecenbe menekült.
Az épületet 2001-ben felújították. Végleges, mai kinézetét akkor nyerte el.